# Kanal 2 (Estland)
Kanal 2 ist ein privater Fernsehsender in Estland mit Sitz in Tallinn. Der Sender nahm am 1. Oktober 1993 seinen Sendebetrieb aufgenommen. Er ist einer der drei Fernsehanstalten Estlands. Seit 1995 ist das norwegische Medienunternehmen Schibsted ASA Großaktionär bei Kanal 2 und besitzt seit 2001 nahezu alle Aktien.

## Programm

### Eigenproduktionen
Eigenproduktionen von Kanal 2 sind beispielsweise die Nachrichtensendung Reporter, die Tanzshow Tantsud tähtedega, die Kochshow Köögist kööki oder auch die Castingtalentshow Talendijaht.

### Fremdproduktion
Der überwiegende Teil von Kanal 2 besteht aus Fremdproduktionen. Gesendet werden unter anderem Telenovelas und Seifenopern wie Herzflimmern – Die Klinik am See, Rote Rosen oder Home and Away, Sitcoms wie Two and a Half Men oder Ugly Betty, Prime-Time-Serien wie Criminal Minds, Navy CIS: L.A. oder Desperate Housewives aber auch Reality-TV Shows wie America's Next Top Model. Es werden aber auch internationale Spielfilme gezeigt.